# جیمز کالاهان (بازیگر)
جیمز کالاهان (انگلیسی: James Callahan؛ ۴ اکتبر ۱۹۳۰ – ۳ اوت ۲۰۰۷) هنرپیشه، و بازیگر تلویزیون اهل ایالات متحده آمریکا بود.
از فیلم‌ها یا برنامه‌های تلویزیونی که وی در آن نقش داشته‌است می‌توان به دالاس، متوسط، اینچئون، قهرمان، همه سقوط می‌کنند، بانو بلوز می‌خواند، و نبرد دریای کورال اشاره کرد.